# Alevin

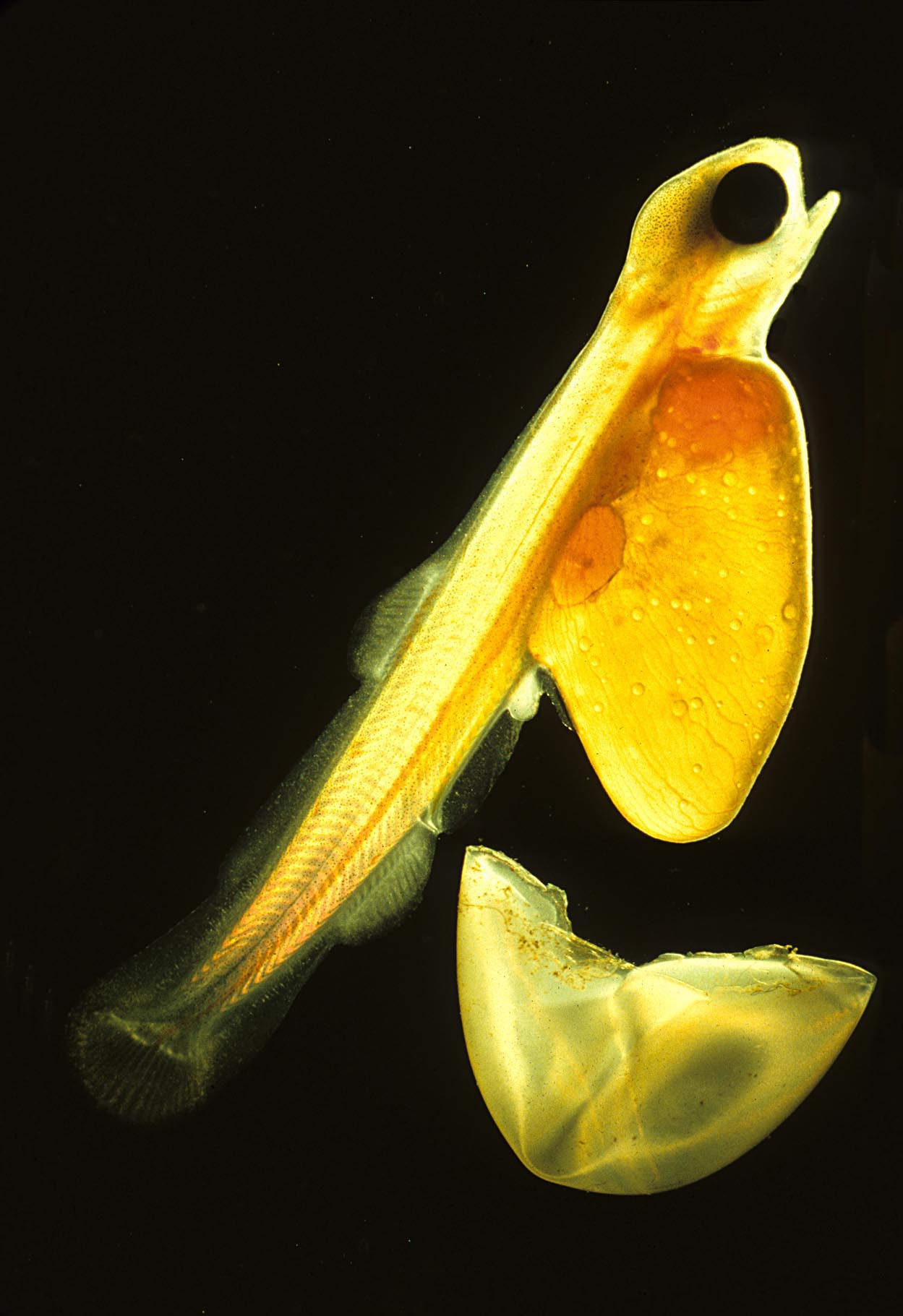
Jeune alevin (larve) de saumon avec son sac vitellin.

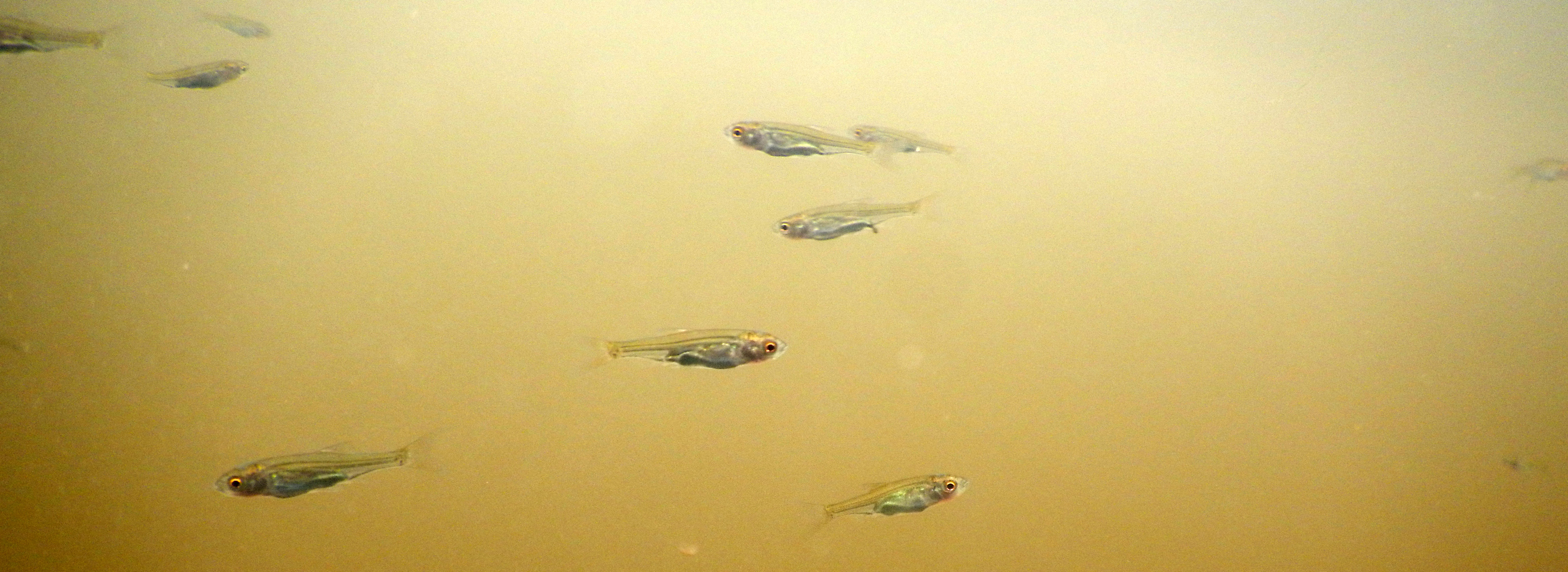
Alevins dans l'Aven (fleuve), à Pont-Aven (Bretagne, France) en août 2016.

Cet article possède un paronyme, voir Alvin.
L'alevin (ou collectivement : fretin, nourrain) désigne tout poisson subadulte éclos.
Les alevins ont fait l'objet de nombreuses études scientifiques, mais les espèces étudiées sont presque toujours quelques espèces d'intérêt commercial et d'élevage (saumon, truites, brochets,, etc.). Les alevins sont généralement peu colorés voire presque transparents.

## Taux de survie
Il est très variable selon les espèces, et parfois selon les années (en zone aride notamment).
De nombreux poissons pondent chaque année un grand nombre d’œufs (jusqu'à plus d'un million par femelle chez certaines espèces), mais un grand nombre d'alevins n'atteindront jamais l'âge de la reproduction.
Quelques espèces pondent moins d’œufs mais protègent leurs alevins.
Les larves et juvéniles sont particulièrement vulnérables à la qualité de leur environnement (fonds notamment, de gravier, sable non colmaté,, à la qualité et disponibilité de la nourriture,, et à certains polluants (dont les métaux, métalloïdes et métaux lourds, perturbateurs endocriniens, ou insecticides par exemple). Ils peuvent aussi être parasités par des champignons, bactéries, virus ou microsporidies. Même dans un environnement apparemment sauvage et éloigné des sources de pollution ils peuvent souffrir des effets conjoints du réchauffement climatique, de l'eutrophisation et/ou de l'acidification des eaux douces ou d'une augmentation anormale de la turbidité.
Ils sont enfin une nourriture appréciée de nombreux prédateurs (chabot, perches et jeunes brochets par exemple) qui contribuent lors de cette prédation à la sélection naturelle.

## Sous-catégories
On distingue généralement ou principalement deux stades chez beaucoup d'espèces de poissons :
1. la larve, qui suit l'éclosion et précède le stade juvénile—elle dépend de sa vésicule vitelline pour sa nourriture ;
2. le juvénile, qui suit l'état larvaire et précède l'état adulte.

Ce n'est que pour différencier le stade lécithotrophe de l'autonomie trophique qu'on distingue larves (parfois considérées comme "alevins vrais") et juvéniles.

## Développement

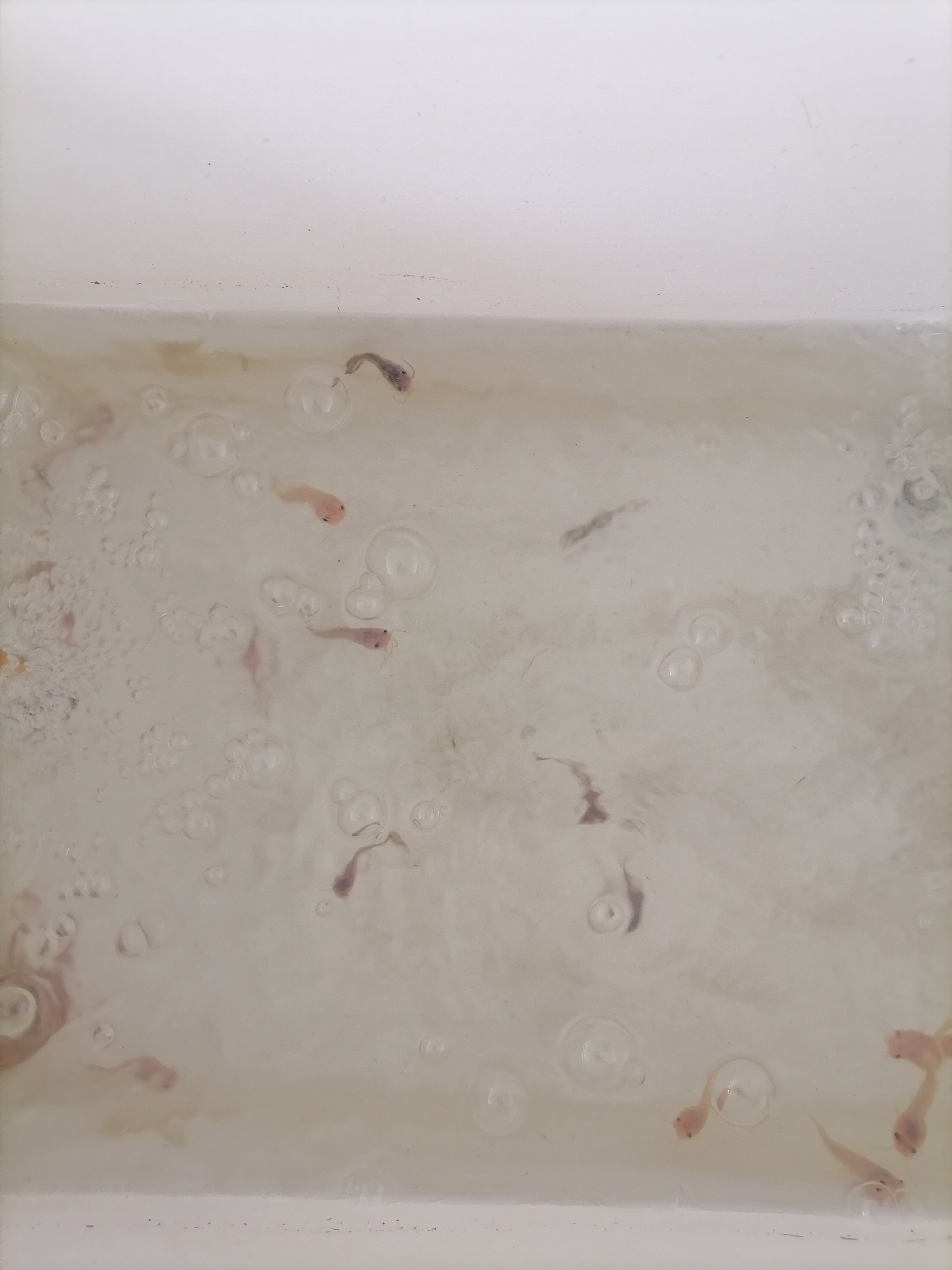
Alevin de poissons au Sénégal

Chez la plupart des poissons, chez les ovipares, les œufs éclosent et il en sort des larves ayant des réserves vitellines (ce sont encore des « embryons ») qu'ils consomment en quelques jours selon les espèces. Pendant ce stade, leurs nageoires et leurs yeux se forment. Après ce stade, ils doivent se nourrir tout seuls et nagent de manière autonome. C'est le stade de « nage libre ».

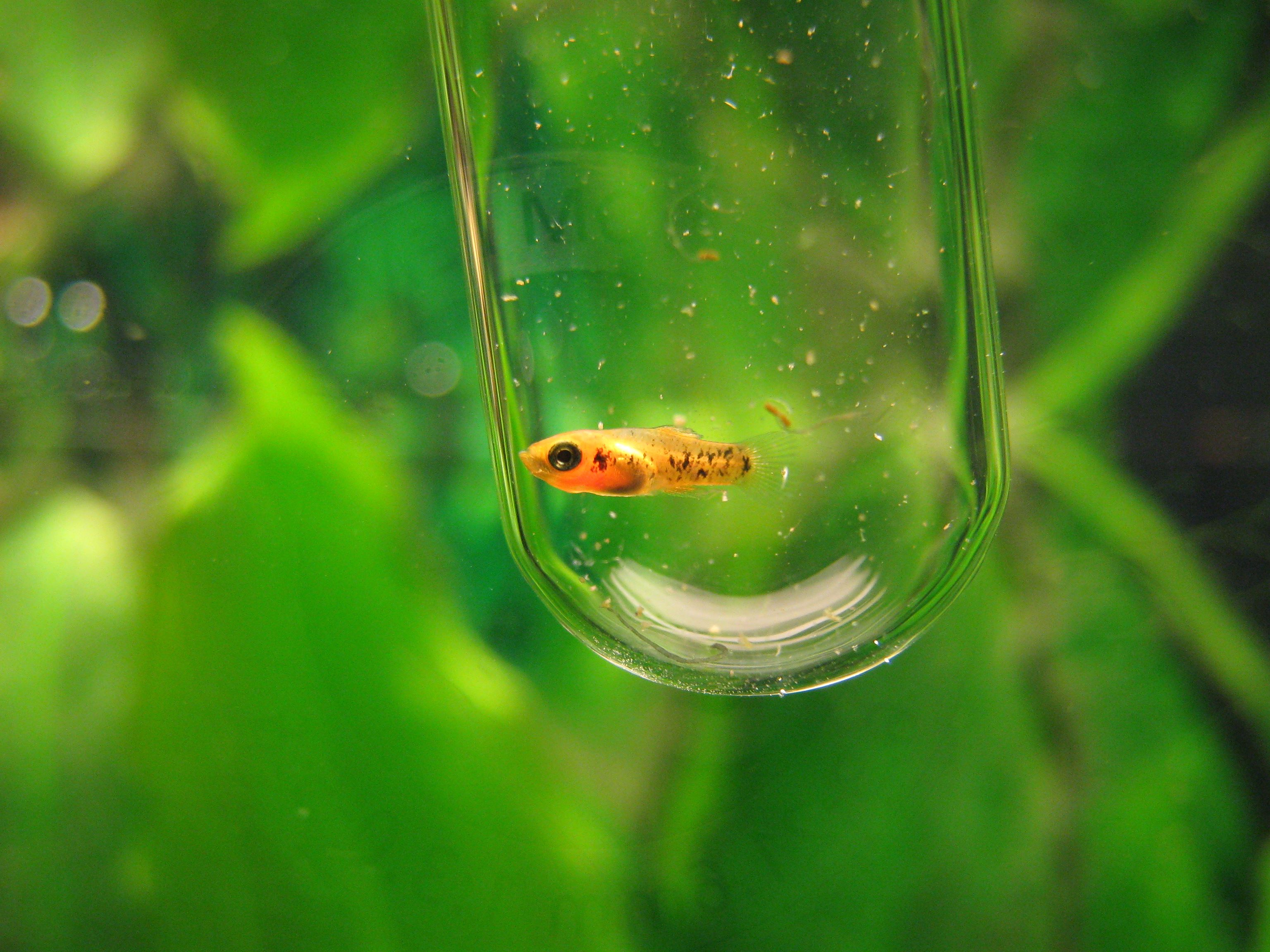
Jeune alevin platy ayant déjà une bouche et une queue.

Chez les ovovivipares et les vivipares (Poecilidés et Goodéidés), les alevins naissent déjà formés et ressemblent à leurs parents en plus petits et sans organes sexuels matures et sont déjà au stade de la nage libre.

## Identification
La forme, les couleurs et le comportement des alevins sont généralement très différent de ceux de leurs parents, ce qui rend leur identification parfois délicate. Il existe quelques guides destinés à l'identification des alevins d'espèces commercialement intéressantes que l'on peut chercher à capturer en pleine eau pour les introduire ensuite dans des élevages, ou que l'on a besoin d'identifier pour les inventaires de biodiversité subaquatique.

## Éthologie
Les alevins ont souvent un comportement grégaire.
Selon leur espèce, ils sont plutôt lucifuges ou photophiles (et dans les deux cas potentiellement sensibles à la pollution lumineuse).
Les alevins de certaines espèces ont l'instinct de se laisser porter par le courant (parfois sur de très longues distances), ou au contraire de lui résister voire de le remonter ou encore après un certain temps passé en pleine eau, de gagner un récif, des herbiers, etc. Ces comportements sont encore mal connus. Pour faciliter le travail des chercheurs, ils sont parfois étudiés en aquarium ou écotrons (rivières artificielles).
Une minorité d'espèces de poissons prodiguent des soins parentaux à leurs alevins, éventuellement en les nourrissant à l'aide d'une sécrétion corporelle comme chez les Discus, ou simplement en les abritant dans leur bouche chez d'autres espèces.

## Recherche, évaluation
Observer la santé des alevins permet (avec d'autres facteurs) d'évaluer leurs chances de survie.
Comprendre les comportements alimentaires et de réaction aux UV solaires et/ou  à la lumière solaire ou lunaire (cf mise en place de la rétinotopie), de réaction aux prédateurs ou de dérive dans les courants et contre-courants est important pour protéger les conditions de vie de ces espèces. On étudie le rythme de dérive de certains alevins en rivière ou fleuve, mais on ignore encore dans quelle mesure certains alevins sont capables ou non de suivre la dérive des invertébrés aquatiques. Dans un affluent du Danube (rivière Morava) on a par exemple montré que les alevins de six espèces de poissons dont la bouvière (Rhodeus sericeus) et le gardon Rutilus rutilus, qui constituaient là respectivement 88,9 et 9,1 % de la biomasse en alevin) ont des comportements et déplacements différents.  L'abondance des alevins dérivants a connu un pic durant la seconde moitié de juin (843/100 m3) et nettement diminué début août (8/100 m3). Le gardon entame sa dérive vers l'aval plus tôt (tout en pouvant aussi remonter le courant parfois) avec dans cette région un maximum de mobilité fin mai, suivie par la bouvière dont les alevins circulent le plus fin de juin. Les larves et alevins migrent de ces espèces migrent presque exclusivement de nuit (plus de 100 fois plus la nuit, avec un rapport jour-pénombre-nuit dans ce cas de 1,0: 0,5: 110,3 alors que l'eau de cette rivière est plutôt turbide. Une exception a été constatée : en période de crue estivale, le courant est accéléré et l'eau devient très turbide. Alors à peu près autant d'alevins se laissent dériver de jour que de nuit.

La dérive se montre la plus abondante de nuit et près de la surface (intensité maximale entre 23h et 3h du matin). Les jeunes gardons dérivants étaient significativement plus grands début juin que fin mai. Et les alevins dérivants de bouvière avait tendance à être plus grandes en juin que celles dérivant plus tard. Les auteurs n'ont pas constaté d'effet de la taille de l'alevin sur sa distribution selon la profondeur.